# スティーヴン・ウェバー
スティーヴン・ウェバー（Steven Weber, 1961年3月4日 - ）は、米国の俳優である。

## デビュー前
ニューヨーク市クイーンズのジャマイカ地区で生まれた。母はナイトクラブの歌手で、父はボルシチ・ベルトのコメディアンのマネージャーだった。マンハッタン・スクール・オブ・パフォーミング・アートとニューヨーク州立大学パーチェス校を卒業した。

## デビュー後
3回生のときからテレビ・コマーシャルに出演し始めた。大学を卒業後、ミラー・レパートリー・カンパニーのメンバーとなり、いくつかの作品で伝説的女優ジェラルディン・ペイジと共演した。その後、1985年から1986年までCBSの昼のドラマ『世界が回るときに』に出演、ジュリアン・ムーアの短気で不運なボーイフレンドのを演じた。いくつかの映画とテレビの連続ドラマ、例えば、『フラミンゴキッド』、『ハンバーガー・ヒル』、評価の高い『若き日のJFK』に出演した。コメディもドラマもこなし、ナイスガイでも悪役でも等しく才能を発揮する俳優である。
最も有名な役は、テレビの連続コメディ・ドラマ『ウイングス』でのブライアン・ハケット、女好きのパイロットでジョー・ハケット (ティモシー・デイリーが演じた)の兄弟である。この役はスティーヴン・キングの『シャイニング』テレビ連続ドラマ版において絶賛された、アルコール使用障害の父親ジャック・トーレンスの演技とは対照的である。数年後、短命に終わった自身の30分のコメディ番組『カースト』に主演。また、悩める芸術家サム・ブルーとしてABCの『ワンス・アンド・アゲイン』のキャストに加わり、翌年、再びABCで、評判の良かった『地方検事』に主演した。初めてブロードウェイに出演したのは、トム・ストッパードの『リアル・シング』で、2001年から2002年においてはミュージカル版『プロデューサーズ』で、レオ・ブルーム役をマシュー・ブロデリックから引き継いだ。2005年にはケヴィン・スペイシーのオールド・ヴィック・プロダクションと共にロンドンで舞台『国歌』に出演した。また、2003年の映画『クラブ・ランド』の脚本とプロデュースを手がけた。これはショータイムで放映され、ウェバーとアラン・アルダが、1950年代のニューヨーク市を舞台にタレントエージェントを営む父と子を演じた（アルダはこれによりエミー賞にノミネートされた）。最近、他のスティーヴン・キング原作の連続テレビドラマ『悪夢と夢のような情景』の中の「いかしたバンドのいる街で」に出演した。
近年はテレビシリーズ『名探偵モンク』にゲスト出演して、元『ウイングス』の助演俳優トニー・シャルーブと再び共演した。
現在は『ウイングス』のクリエーター、アーロン・ソーキンによる新テレビ番組『サンセット・ストリップの60番スタジオ』で、スター勢ぞろいのアンサンブル・キャストの一人として出演中である。ウェバーはネットワークのボス、ジャック・ルドルフを演じている。

## 私生活
最初の妻（その後離婚）、フィン・カーターに出会ったのは、彼女がシエラ・エステバン・モンゴメリーを演じている『世界が回るときに』のセットだった。1995年7月9日、彼は二番目の妻、インテリア・デコレーターでMTVの元ロサンゼルス局長、ジュリエット・ホーネンと結婚した。ウェバーとホーネンには、ジャック・アレキサンダー・ホーネン＝ウェバー（2001年1月5日 - ）とアルフィー・ジェイムズ（2003年2月25日 - ）という2人の息子がいる。

## 出演作品

### 映画
| 公開年 | 邦題 原題                                                                   | 役名                              | 備考 |
| ------ | --------------------------------------------------------------------------- | --------------------------------- | --- |
| 1984   | フラミンゴキッド The Flamingo Kid                                           | ポール                            | |
| 1987   | ハンバーガー・ヒル Hamburger Hill                                           | デニス・ウースター                | |
| 1989   | シンシア・ギブの あの頃に恋して When We Were Young                          | ベン・カークランド                | テレビ映画、劇場未公開                                                                                     |
| 1990   | L.A.スクワッド/男たちの闘争2 In the Line of Duty: A Cop for the Killing     | マット・フィッシャー              | テレビ映画、劇場未公開                                                                                     |
| 1992   | ルームメイト Single White Female                                            | サム                              | |
| 1993   | 捜査官ジーナ In the Company of Darkness                                     | カイル・ティムラー                | 劇場未公開、日本でのTV放送時には『潜入捜査官ジーナ 美しき囮』や『ダークネス 狙われた女捜査官』の題で放送。 |
| 1993   | 派遣秘書 The Temp                                                           | ブラッド・モントロー              | 劇場未公開                                                                                                 |
| 1994   | 愛の疑惑 Betrayed by Love                                                   | ジェフ                            | テレビ映画、劇場未公開                                                                                     |
| 1995   | ジェフリー Jeffrey                                                          | ジェフリー                        | |
| 1995   | リービング・ラスベガス Leaving Las Vegas                                    | マーク・ナスバウム                | |
| 1995   | レスリー・ニールセンのドラキュラ Dracula: Dead and Loving It                | ジョナサン・ハーカー              | |
| 1998   | クレイジー・ナッツ 早く起きてよ I Woke Up Early the Day I Died              | Policeman in Alley                | |
| 1998   | アトランティック・マネー Sour Grapes                                        | エヴァン・マクスウェル            | 劇場未公開                                                                                                 |
| 1998   | ガルフ・ウォー Thanks of a Grateful Nation                                  | ジャレッド                        | テレビ映画                                                                                                 |
| 1998   | 赤い標的 THE BREAK UP Break Up                                              | アンドリュー・ラムジー            | |
| 1999   | ラブレター/永遠の愛 Love Letters                                            | アンドリュー・ラッド              | テレビ映画                                                                                                 |
| 1999   | アンラッキー・ナイト/災難がいっぱい！ Late Last Night                       | ジェフ                            | テレビ映画                                                                                                 |
| 1998   | わんちゃんたちのクリスマス・キャロル An All Dogs Christmas Carol            | チャールズ"チャーリー"B・バーキン | 声の出演、劇場未公開                                                                                       |
| 1998   | アット・ファースト・サイト/あなたが見えなくても At First Sight              | ダンカン・アランブルック          | |
| 2000   | タイムコード Timecode                                                       | ダレン                            | 劇場未公開                                                                                                 |
| 2000   | カミング・アウト Common Ground                                              | ギル・ロバーツ                    | テレビ映画、劇場未公開                                                                                     |
| 2000   | ヨセフ物語 〜夢の力〜 Joseph: King of Dreams                                | シメオン                          | 声の出演                                                                                                   |
| 2001   | クラブランド Club Land                                                      | スチューイ・ウォルターズ          | テレビ映画                                                                                                 |
| 2005   | 覗かれた隣人 Inside Out                                                     | ノーマン                          | 劇場未公開                                                                                                 |
| 2006   | スティーヴン・キングのデスペレーション Stephen King's Desperation           | スティーヴ・エイムズ              | テレビ映画                                                                                                 |
| 2007   | モア・オブ・ミー 3人のワタシ More of Me                                     | レックス                          | テレビ映画                                                                                                 |
| 2009   | たった一人のあなたのために My One and Only                                  | ウォレス                          | |
| 2011   | ビッグ・ボーイズ しあわせの鳥を探して The Big Year                          | リック・マッキンタイア            | |
| 2011   | 私だけのハッピー・エンディング A Little Bit of Heaven                       | ロブ・ランドルフ                  | |
| 2017   | 刑事ハンサム: Netflixオリジナルミステリー Handsome: A Netflix Mystery Movie | タルバート                        | Netflixで配信                                                                                              |

### テレビ
| 放映年    | 邦題 原題                                                                                 | 役名                                                                                | 備考                                                                   |
| --------- | ----------------------------------------------------------------------------------------- | ----------------------------------------------------------------------------------- | ---------------------------------------------------------------------- |
| 1985      | アズ・ザ・ワールド・ターンズ As the World Turns                                           | ケヴィン・ギブソン                                                                  | エピソード: "The Ceremony"                                             |
| 1987      | クライム・ストーリー Crime Story                                                          | ゲイリー・ホリデイ                                                                  | エピソード: "Little Girl Lost"                                         |
| 1990-1997 | ウイングス Wings                                                                          | ブライアン・マイケル・ハケット                                                      | 172エピソード                                                          |
| 1990      | 若き日のJFK The Kennedys of Massachusetts                                                 | ジョン・F・ケネディ                                                                 | 3エピソード                                                            |
| 1991      | ハリウッド・ナイトメア Tales from the Crypt                                               | デイル・スウィーニー                                                                | エピソード: "ゾンビの罠 ディナーはお前だ!"                             |
| 1993      | スタートレック:ディープ・スペース・ナイン Star Trek: Deep Space Nine                      | Colonel Day                                                                         | シーズン2 "帰ってきた英雄 パート3"                                     |
| 1997      | 新アウターリミッツ The Outer Limits                                                       | 8x10 Man                                                                            | シーズン3 "ベッカ・ポールソン"                                         |
| 1997      | シャイニング The Shining                                                                  | ジャック・トランス                                                                  | 3エピソード 第24回サターン賞主演男優賞テレビ部門受賞                   |
| 1998      | ザ・シンプソンズ The Simpsons                                                             | ニール                                                                              | エピソード: "King of the Hill"、声の出演                               |
| 2002-2003 | 学園パトロール フィルモア Fillmore!                                                       |                                                                                     | 4エピソード、声の出演                                                  |
| 2003      | 弁護士ジャック・ターナー The Lyon's Den                                                   | アレン・フォレスター                                                                | エピソード: "Trick or Treat"                                           |
| 2004      | みんなヒーロー! 〜ヒグリータウンのなかまたち〜 Higglytown Heroes                          | Gardener Hero                                                                       | エピソード: "Twinkle Tooth"、声の出演                                  |
| 2005      | アメリカン・ダッド American Dad!                                                          |                                                                                     | シーズン1 第4話 "Francine's Flashback"、声の出演                       |
| 2005      | マスターズ・オブ・ホラー Masters of Horror                                                | フランク                                                                            | シーズン1 第4話 "愛しのジェニファー"                                   |
| 2005-2006 | ふたりは友達? ウィル&グレイス Will & Grace                                                | サム・トゥルーマン                                                                  | 2エピソード                                                            |
| 2006      | スティーヴン・キング 8つの悪夢 Nightmares & Dreamscapes: From the Stories of Stephen King | クラーク・リヴィンガム                                                              | エピソード: "いかしたバンドのいる街で"                                 |
| 2007      | 名探偵モンク Monk                                                                         | マックス・ハドソン                                                                  | NHK版 第4シリーズ/米国シーズン5: "ただいま本番中"                      |
| 2007      | LAW & ORDER:性犯罪特捜班 Law & Order: Special Victims Unit                                | マシュー                                                                            | 3エピソード                                                            |
| 2007-2008 | ブラザーズ&シスターズ Brothers & Sisters                                                  | グラハム・フィンチ                                                                  | 8エピソード                                                            |
| 2008      | サイク/名探偵はサイキック? Psych                                                          | ジャック・スペンサー                                                                | シーズン3 第4話 "The Greatest Adventure in the History of Basic Cable" |
| 2008      | WITHOUT A TRACE/FBI 失踪者を追え! Without a Trace                                         | クラーク                                                                            | 4エピソード                                                            |
| 2008      | デスパレートな妻たち Desperate Housewives                                                 | ロイド                                                                              | シーズン5 第8話 "灰になった真相"                                       |
| 2010      | ハッピー・タウン/世界一幸せな狂気 Happy Town                                              | ジョン・ハプリン                                                                    | 8エピソード                                                            |
| 2010      | ザ・プロテクター/狙われる証人たち In Plain Sight                                          | マイケル・フェイバー                                                                | 3エピソード                                                            |
| 2011      | LAW & ORDER:犯罪心理捜査班 Law & Order: Criminal Intent                                   | ベン・ラングストン                                                                  | シーズン10 第6話 "死体処理"                                            |
| 2011      | フォーリング スカイズ Falling Skies                                                       | マイケル・ハリス                                                                    | 3エピソード                                                            |
| 2011      | ウェブセラピー Web Therapy                                                                | ロバート・ラックマン                                                                | 2エピソード                                                            |
| 2012-2017 | アルティメット・スパイダーマン Ultimate Spider-Man                                        | ノーマン・オズボーン/グリーンゴブリン、トラップスター、ヴェノム、ファンシー・ダン他 | 28エピソード、声の出演                                                 |
| 2012-2016 | NYボンビー・ガール 2 Broke Girls                                                          | マーティン・チャニング                                                              | 3エピソード                                                            |
| 2013      | ブラックホール Eve of Destruction                                                         | カール                                                                              | 2エピソード、ミニシリーズ                                              |
| 2013      | チルドレンズホスピタル Childrens Hospital                                                 | ジョン・タンディ                                                                    | シーズン5 第7話 "Old Fashioned Day"                                    |
| 2013-2014 | ダラス Dallas                                                                             | Governor Sam McConaughey                                                            | 5エピソード                                                            |
| 2014      | レギュラーSHOW〜コリない2人〜 Regular Show                                                | Jumpin' Jim                                                                         | シーズン5 第20話 "Rigby in the Sky with Burrito"                       |
| 2014-2015 | マイ・ライフ ～私をステキに生きた方法～ Chasing Life                                      | ジョージ・カーヴァー                                                                | 22エピソード                                                           |
| 2014      | MURDER IN THE FIRST/第1級殺人 Murder in the First                                         | ビル・ウィルカーソン                                                                | 10エピソード                                                           |
| 2014      | 殺人を無罪にする方法 How to Get Away with Murder                                          | マックス・セント・ヴィンセント                                                      | シーズン1 第2話 "性格証人"                                             |
| 2014-2017 | NCIS: ニューオーリンズ NCIS: New Orleans                                                  | ダグラス・ハミルトン                                                                | 18エピソード                                                           |
| 2015      | HELIX -黒い遺伝子- Helix                                                                  | ブラザー・マイケル                                                                  | 8エピソード                                                            |
| 2015      | スリーピー・ホロウ Sleepy Hollow                                                          | トーマス・ジェファーソン                                                            | シーズン2 第16話 "隠された地下道"                                      |
| 2015      | コミ・カレ!! Community                                                                    | ブッチャー                                                                          | シーズン6 第1話 "Ladders"                                              |
| 2015-2016 | iゾンビ iZombie                                                                           | ヴォーン                                                                            | 11エピソード                                                           |
| 2017      | Ballers/ボウラーズ Ballers                                                                | ジュリアン・アンダーソン                                                            | 2エピソード                                                            |
| 2017      | ラリーのミッドライフ★クライシス Curb Your Enthusiasm                                      | The Shucker                                                                         | シーズン9 第9話 "The Shucker"                                          |
| 2017      | ライブラリアンズ The Librarians                                                           | Saint of Thieves                                                                    | シーズン4 第3話 "And the Christmas Thief"                              |
| 2017-     | 13の理由 13 Reasons Why                                                                   | ゲイリー                                                                            | 7エピソード                                                            |
| 2018      | アベンジャーズ・アッセンブル Avengers Assemble                                            | ビヨンダー                                                                          | 4エピソード、声の出演                                                  |